# Richard Dunthorne
Richard Dunthorne (Ramsey (Cambridgeshire), 1711 – Cambridge, 3 marzo 1775) è stato un astronomo britannico.

## Biografia
Di umili origini, era figlio di un giardiniere, frequentò con profitto una scuola gratuita attirando l’attenzione di Roger Long e divenendone un suo protetto tanto che fu da lui chiamato a Cambridge, quando quest’ultimo diventò professore al Pembroke College (Cambridge), per seguire una istruzione superiore a quella sino ad allora in suo possesso. In seguito gestì una scuola a Coggeshall nell’Essex per poi assumere l’incarico di “maggiordomo” al Pembroke College ove svolse principalmente compiti di assistenza in campo astronomico e scientifico. Contemporaneamente al suo impiego a Cambridge fu per qualche anno responsabile della gestione delle acque del Fens nell’Inghilterra orientale. Durante questo periodo supervisionò, tra l’altro, la costruzione di alcune chiuse vicino a Chesterton sul fiume Cam . 

## Opere
Nel 1739 pubblicò il testo ''Practical Astronomy of the Moon: or, new Tables... Exactly constructed from Sir Isaac Newton's Theory, as published by Dr Gregory in his Astronomy”di tavole astronomiche riferite alla irregolarità del moto lunare teorizzata nel 1702 da Isaac Newton per facilitarne la verifica sperimentale. Di particolare interesse furono i suoi studi sul fenomeno della variazione della velocità apparente della Luna suggerita già da Edmond Halley nel 1695. Pubblicò diversi articoli su ''Philosophical Transactions'' tra cui ''On the motion of the Moon'' (1746), ''On the acceleration of the Moon'' (1749). Compì osservazioni sul transito di Venere nel 1761 e nel 1769. 
A Cambridge pianificò e finanziò la costruzione di un osservatorio presso il St. John’s College fornendone la relativa strumentazione astronomica.  L'osservatorio rimase in funzione fino alla sua chiusura nel 1859.

## Almanacco nautico
Nel luglio del 1765 fu incaricato dal Board of Longitude, un apparato governativo britannico istituito nel 1714 per gestire un insieme di premi volti ad incoraggiare soluzioni innovative per la determinazione della longitudine in mare,  di contribuire alla redazione dell’Almanacco Nautico, che fornì ai marinai strumenti di calcolo basati su osservazioni lunari per la determinazione della longitudine in mare. Contribuì anche a definire un metodo per la correzione delle osservazioni lunari dagli effetti di rifrazione e parallasse.
A Richard Dunthorne la UAI ha intitolato il cratere lunare Dunthorne.